# Dindica alaopis
Dindica alaopis är en fjärilsart som beskrevs av Louis Beethoven Prout 1932. Dindica alaopis ingår i släktet Dindica och familjen mätare. Inga underarter finns listade i Catalogue of Life.